# Quipungo
Quipungo ist eine Kleinstadt und ein Landkreis in Angola.

## Verwaltung
Quipungo ist Sitz eines gleichnamigen Kreises (Município) in der Provinz Huíla. Der Kreis umfasst eine Fläche von 7633 km² mit 221.502 Einwohnern (hochgerechnete Schätzung 2014). Die Volkszählung 2014 soll fortan gesicherte Bevölkerungsdaten liefern.
Der Kreis Quipungo setzt sich aus fünf Gemeinden (Comunas) zusammen:
- Cainda
- Chicungo
- Ombo
- Quipungo
- Tchiconco

## Geschichte
Am 31. Mai 1993 verübten Guerillas der Unita bei Quipungo einen Anschlag auf einen Zug, der entgleiste, wobei 355 Menschen starben.

## Persönlichkeiten
- Kundi Paihama (1944–2020), Politiker